# Курск-ветка
Курск-ве́тка — железнодорожная станция, существовавшая в Курске с 1878 по 1968 год. Являлась конечной станцией однопутной городской железнодорожной ветви. До 1934 года пассажирский терминал носил название Ку́рский вокза́л, а станция — Го́род Курск.

## Описание
Здание железнодорожного вокзала имело один перпендикулярный Херсонской улице (ныне — улица Дзержинского) перрон для пассажиров с навесом от дождя и снега. По описанию путеводителя по городу Курску от 1902 года вокзал был «очень мал и тесен».

## История
В 1872 году власти Курска приняли решение о постройке железнодорожной ветки в центр города от узловой станции Ямская. Строительство ответвления началось в 1874 году, а закончилось 6 июня 1878 года, когда на улице Генеральной (ныне — улица Александра Невского) была торжественно открыта пассажирская и товарная станция «город Курск» — Курский вокзал. В 1934 году обслуживание пассажиров было прекращено, а вокзал был переименован в «Вокзал „Курск-ветка“ при городской товарной станции». В здании вокзала после этого размещались управление железной дорогой и городские кассы предварительной продажи железнодорожных билетов. В 1968 году вокзал был снесён. В настоящее время на его месте располагается здание цирка.